# Bill Rawlings
William Ernest „Bill” Rawlings (ur. 3 stycznia 1896, zm. 25 września 1972) – angielski piłkarz, który występował na pozycji napastnika.

## Kariera klubowa
Piłkarską karierę rozpoczął w amatorskim klubie Andover, skąd w 1918 przeszedł do Southampton, w którym zadebiutował 1 września 1919 w meczu przeciwko Swansea Town. Biorąc pod uwagę rozgrywki ligowe i pucharowe, rozegrał w Southampton 364 mecze i zdobył 193 bramki. W marcu 1928 został sprzedany do Manchesteru United za 4000 funtów, zaś w listopadzie 1929 do Port Vale.

## Kariera reprezentacyjna
W kadrze narodowej zadebiutował 13 marca 1922 w meczu przeciwko Walii. W sumie w kadrze narodowej wystąpił dwa razy.
| #  | Data            | Miejsce    | Mecz             | Wynik | Bramki | Rozgrywki                 |
| -- | --------------- | ---------- | ---------------- | ----- | ------ | ------------------------- |
| 1. | 13 marca 1922   | Anfield    | Anglia – Walia   | 1:0   |        | British Home Championship |
| 2. | 8 kwietnia 1922 | Villa Park | Anglia – Szkocja | 0:1   |        | British Home Championship |